# Bela Ewald Althans
Bela Ewald Althans, eigentlich Bernd Ewald Althans (* 23. März 1966 in Bremen), ist ein ehemaliger deutscher Anführer der Neonaziszene.

## Leben
Schon als Schüler trat Althans als Rechtsextremist in Erscheinung. Zunächst wurde er in der „Deutschen Freiheitsbewegung“ von Otto Ernst Remer Mitglied, der Althans in den folgenden Jahren protegierte. Von Jugend an beteiligte sich Althans auch an sogenannten Wehrsportübungen und war Mitglied der Wiking-Jugend.
1983 trat Althans in die ANS/NA um Michael Kühnen und Christian Worch ein. Wie diese Spitzenkader wechselte er nach dem Verbot der Organisation in die FAP. Später beteiligte sich Althans am Komitee zur Vorbereitung der Feierlichkeiten zum 100. Geburtstag Adolf Hitlers (KAH). Nach dem Tod Kühnens 1991 wurde Althans zu einer der bedeutendsten Figuren des deutschen Rechtsextremismus. Er war damals federführend mit der Organisation der Rudolf-Heß-Aufmärsche in Wunsiedel befasst. Ungeklärt ist Althans’ Rolle während der Ausschreitungen in Rostock-Lichtenhagen 1992.
Seit Beginn der 1990er Jahre trat Althans vermehrt im Zusammenhang mit der Holocaustleugnung auf, indem er Veranstaltungen mitorganisierte, auf denen Revisionisten wie Raimund Bachmann, Karl Philipp und der britische Publizist David Irving auftraten. Außerdem fungierte er für den Nazi Ernst Zündel, der von 1958 bis zur Abschiebung 2005 in Kanada lebte, als Verbindungsperson in Deutschland, wofür er seine PR-Agentur Althans Vertriebswege und Öffentlichkeitsarbeit (AVÖ, intern auch „Amt für Volksaufklärung und Öffentlichkeitsarbeit“) nutzte. In diese Zeit fallen auch zahlreiche Auslandsreisen u. a. nach Kanada und Russland, die dazu dienen sollten, internationale Kontakte mit dem rechtsextremen Untergrund zu knüpfen.
1994 kandidierte Althans bei der Münchener Kommunalwahl für die NPD.
Mitte der 1990er Jahre wurde Althans durch den Dokumentarfilm Beruf Neonazi einem breiten Publikum bekannt. Unter anderem sorgte er darin für Empörung, indem er auf dem Gelände der Gedenkstätte Auschwitz die Ermordung der europäischen Juden leugnete.
Bereits seit 1985 war Althans immer wieder wegen Delikten mit neonazistischem Hintergrund angeklagt und teilweise zu Haftstrafen verurteilt worden. 1995 wurde der bisher letzte Prozess gegen ihn geführt. Er wurde wegen Leugnung des Holocaust und Volksverhetzung zu dreieinhalb Jahren Haft verurteilt. Während des Prozesses gab er seinen Ausstieg aus der Neonazi-Szene bekannt.
Am 10. Juli 1995 berichtete Der Spiegel, Althans habe als V-Mann für den bayerischen Verfassungsschutz gearbeitet, dies sei aber 1994 von Seiten des Geheimdienstes aufgrund „mangelnder Nachrichtenehrlichkeit“ beendet worden. Der Spiegel-Bericht wurde am 1. August 1995 vor dem Landgericht Berlin vom Chef des bayerischen Verfassungsschutzes Gerhard Forster bestritten, der aber zwei Kontakte im Jahr 1994 einräumte. Bei einem ersten Treffen am 23. Februar 1994 habe Althans dem Verfassungsschutz für 360.000 DM „umfangreiches Material“ über die Neonazi-Szene angeboten, was bei einem zweiten Treffen am 10. März 1994 vom Verfassungsschutz abgelehnt worden sei.
Durch seine Homosexualität ist Althans unter Rechtsextremen, ähnlich wie Michael Kühnen, umstritten. Rosa von Praunheim porträtierte ihn 2005 im Film Männer, Helden, schwule Nazis. Heute arbeitet er unter dem Namen Bernd E. Althans als Promoter und Organisator von Schwulenpartys.
Seine privaten Unterlagen hat er dem Internationalen Institut für Sozialgeschichte in Amsterdam übergeben.

## Dokumentarfilme, in denen Althans mitwirkte
- Udo Grätz, Christian F. Trippe: Im rechten Netz. Oder: Wahlerfolge fallen nicht vom Himmel (WDR 1992)
- Michael Schmidt: Wahrheit macht frei (Dokumentation 1991) Youtube
- Winfried Bonengel: Beruf Neonazi. 1993
- Mark Cousins, Mark Forrest: The Psychology of Neo-Nazism: Another Journey by Train to Auschwitz. 1993
- Georg Stefan Troller: Unter Deutschen – Eindrücke aus einem fremden Land. 1996
- Rosa von Praunheim: Männer, Helden, schwule Nazis. 2005, NDR